# Lagopus lagopus scotica
Gà gô đỏ (Danh pháp khoa học: Lagopus lagopus scotica) là một phân loài chim cỡ trung bình của loài Lagopus lagopus được tìm thấy ở một số vùng thuộc Anh và Ireland. Nó thường được phân loại như là một phân loài nhưng đôi khi được coi là một loài riêng biệt với danh pháp Lagopus scotica. Gà gô đỏ là loài đặc hữu của Đảo Anh

## Đặc điểm
Gà gô đỏ khác biệt với các loài anh em với bộ lông của nó có màu nâu đỏ và không mang bộ lông trắng vào mùa đông. Đuôi có màu đen và chân trắng. Những con mái có màu ít đỏ hơn con trống. Các con chim ở Ai Len đôi khi được cho là thuộc về một phân loài riêng L. l. hibernica. Chúng hơi nhạt hơn so với những con chim ở Anh và những con cái có bộ lông màu vàng với những phần nhỏ hơn. Điều này có thể là một sự thích nghi của chúng ở vùng đất Moorland với cỏ cao hơn.
Môi trường sống điển hình của nó là những vùng đất hoang dại vùng cao cách xa cây cối. Nó cũng có thể được tìm thấy ở một số vùng đất thấp và chim có thể cư trú tại vùng đất nông nghiệp trong thời tiết khắc nghiệt. Dân số ở Anh ước tính khoảng 250.000 cặp với khoảng 1-5.000 cặp ở Ailen. Số lượng đã giảm trong những năm gần đây, chúng từng đã được du nhập đến khu vực Hautes Fagnes của Bỉ nhưng dân số ở đó đã chết trong đầu những năm 1970.
Chúng là loài ăn cỏ và ăn chủ yếu là chồi, hạt và hoa của cây thạch. Nó cũng sẽ ăn các quả mọng, cây ngũ cốc và đôi khi côn trùng. Những con chim bắt đầu kết đôi thành các cặp trong mùa thu, khi sinh sản, tổ của chúng là một cào cạn đến 20 cm ngang qua đó được lót bằng thảm thực vật. Khoảng 6 đến 9 trứng được đẻ ở trong đó, chủ yếu vào tháng 4 và tháng 5. Trứng có hình bầu dục, bóng và vàng nhạt với các vết nâu sẫm màu. Trứng được ấp trong 19 đến 25 ngày, chim non có thể bay sau 12 đến 13 ngày sau khi nở và phát triển hoàn toàn sau 30 đến 35 ngày.

## Phân bố
Phân loài này đã phát triển trong sự cô lập từ các phân loài khác của loài chim này được phổ biến rộng rãi ở các phần phía Bắc của Âu Á và Bắc Mỹ. Nó được tìm thấy ở hầu hết các vùng của Scotland, bao gồm Orkney, Shetland. Chúng chỉ vắng mặt ở khu vực thành thị. Ở xứ Wales có những quần thể lớn ở những nơi nhưng phạm vi của chúng đã co lại. Hiện nay chúng vắng mặt ở vùng cực nam, các thành trì chính của chúng là Snowdonia, Brecon Beacons và núi Cambria.
Tại Anh, chúg chủ yếu được tìm thấy ở phía Bắc-những nơi như Northumberland, County Durham, Yorkshire, Pennines và Peak District, phía Nam như Staffordshire Moorlands. Có một quần thể bị cô lập được du nhập vào Dartmoor, và lai tạp với những con chim bản địa ở xứ Wales, số lượng tại Exmoor giờ đây đã tuyệt chủng với những con chim cuối cùng được nhìn thấy gần đây là vào năm 2005. Một quần thể được du nhập ở Suffolk đã chết hết vào đầu thế kỷ 20.
Tại Ireland, nó được tìm thấy tại địa phương ở hầu hết các vùng của đất nước này thường gặp ở Mayo, nơi mà dân số đang tăng lên và trên cao nguyên Antrim, với các quần thể khỏe mạnh khác ở Slieve Bloom và núi Knockmealdown một vài đôi vẫn còn sinh sản ở phía Nam Quận Dublin. Dân số nhỏ ở Đảo Man chủ yếu tập trung ở các ngọn đồi phía Nam nhưng công tác bảo tồn đang diễn ra trên khắp vùng cao để đảm bảo sự tồn tại của phân loài này.